# Sportswashing
Le sportswashing ou sportwashing (en français : « blanchiment par le sport ») est le procédé par lequel une entreprise (via le sponsoring), un pays ou d'autres entités (Commonwealth par exemple, dans le cas des Jeux du Commonwealth) utilisent un événement sportif, une équipe sportive, ou le sport de façon générale, comme moyen d'améliorer sa réputation.
Le mot sportswashing est particulièrement utilisé dans le cas d'entités antérieurement désignées pour leur mépris des droits de l'homme et/ou de l'environnement et du climat (de nombreux pays sponsors de coupes internationales sont des pays autocratiques et répressifs, et concernés par de graves problèmes environnementaux et/ou surexploitant des ressources énergétiques fossiles, parfois en faisant également preuve de greenwashing).
Un exemple souvent cité est l'organisation par les nazis en Allemagne des Jeux olympiques d'été de 1936 et des Jeux olympiques d'hiver de 1936, trois ans avant de déclencher la Seconde Guerre mondiale. Ces Jeux ont momentanément contribué à brouiller l'image d'Hitler et à camoufler les dangers du nazisme naissant. Selon John Leicester (Associated Press), « Utiliser l'attrait du sport, en particulier du football, pour se faire bien paraître, ainsi que leurs régimes, est l'une des plus anciennes astuces du manuel des despotes ». En 2021, dans le journal The Guardian, Karim Zidan se demandait en 2021 si 2022 pourrait devenir la pire des années en matière de  Sportswashing .

## Histoire
L'instrumentalisation du sport en faveur de l'image d'une nation existe au moins depuis les Jeux olympiques antiques et depuis l'utilisation des arènes et des courses publiques de chars par les empereurs romains.
Au XXe siècle, l'impact des divertissements sportifs, des compétitions et des paris sportifs a gagné en importance, tant sur les fans et supporters, que sur le grand public, les médias et les entreprises. Certains déplorent que le sport soit devenu un business qui va jusqu'à acheter et vendre des joueurs à des prix exorbitants puis une industrie et parfois une source de violence (avec par exemple le phénomène des hooligans).
En particulier, la Coupe du monde de football, organisée par la Fédération internationale de football association (FIFA) a pris une importance croissante dans le monde, devenant la plus haute distinction sportive, et la plus médiatique et brassant, directement ou indirectement, des sommes d'argent de plus en plus importantes, faisant que quel que soit le pays-hôte, les caméras et les yeux du monde seront tournés vers lui, au moins durant le temps des compétitions.
Le secteur économiques de l'Industrie du sport elle-même, de même que celui de l'industrie du BTP trouvent aussi stratégiquement leur compte en participant voire parfois en soutenant le Sportwashing.

## Motivations sociopolitiques et stratégiques
Bien que cela soit ruineux, complexe et difficile ; en raison des avantages et retombées médiatiques espérées, de nombreux pays se proposent comme pays d'accueil de méga-évènements internationaux sportifs, pour trois raisons au moins selon les chercheurs Nicolas Papadopoulos et Mark Cleveland (2021) : 
1. la « diplomatie par le sport »[8] ;
2. le « nation branding »[8] ;
3. le « soft power »[9],[10],[11],[8].

## Contexte récent de politisation et de commercialisation des sports

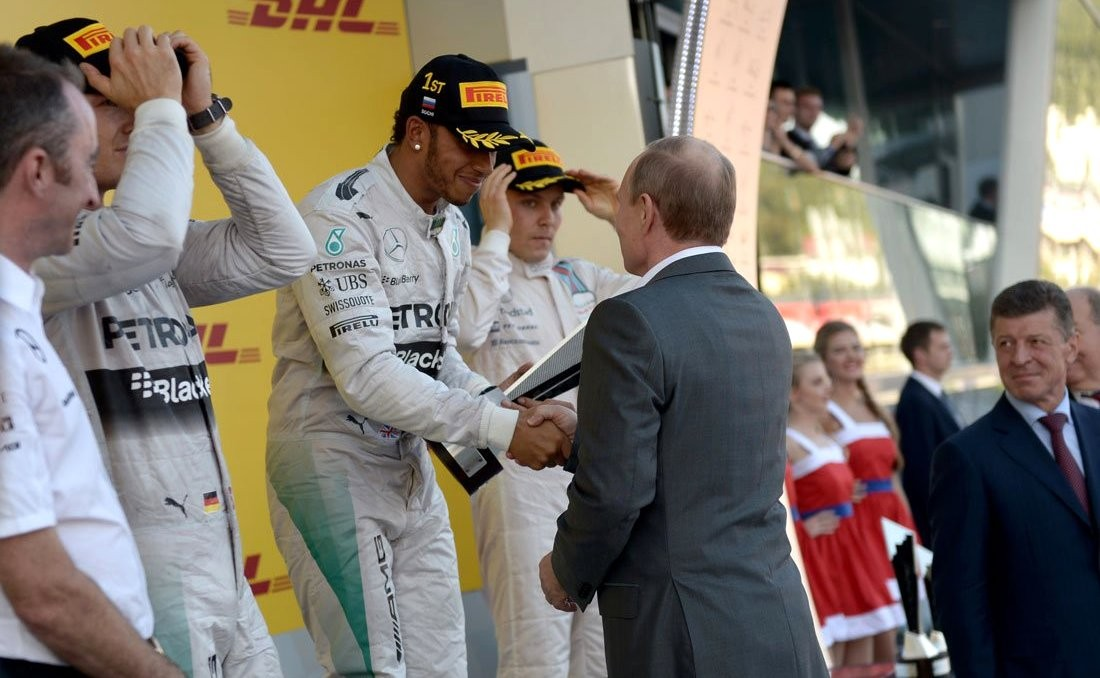
Vladimir Poutine félicite Lewis Hamilton, gagnant du Grand Prix automobile de Russie 2014.

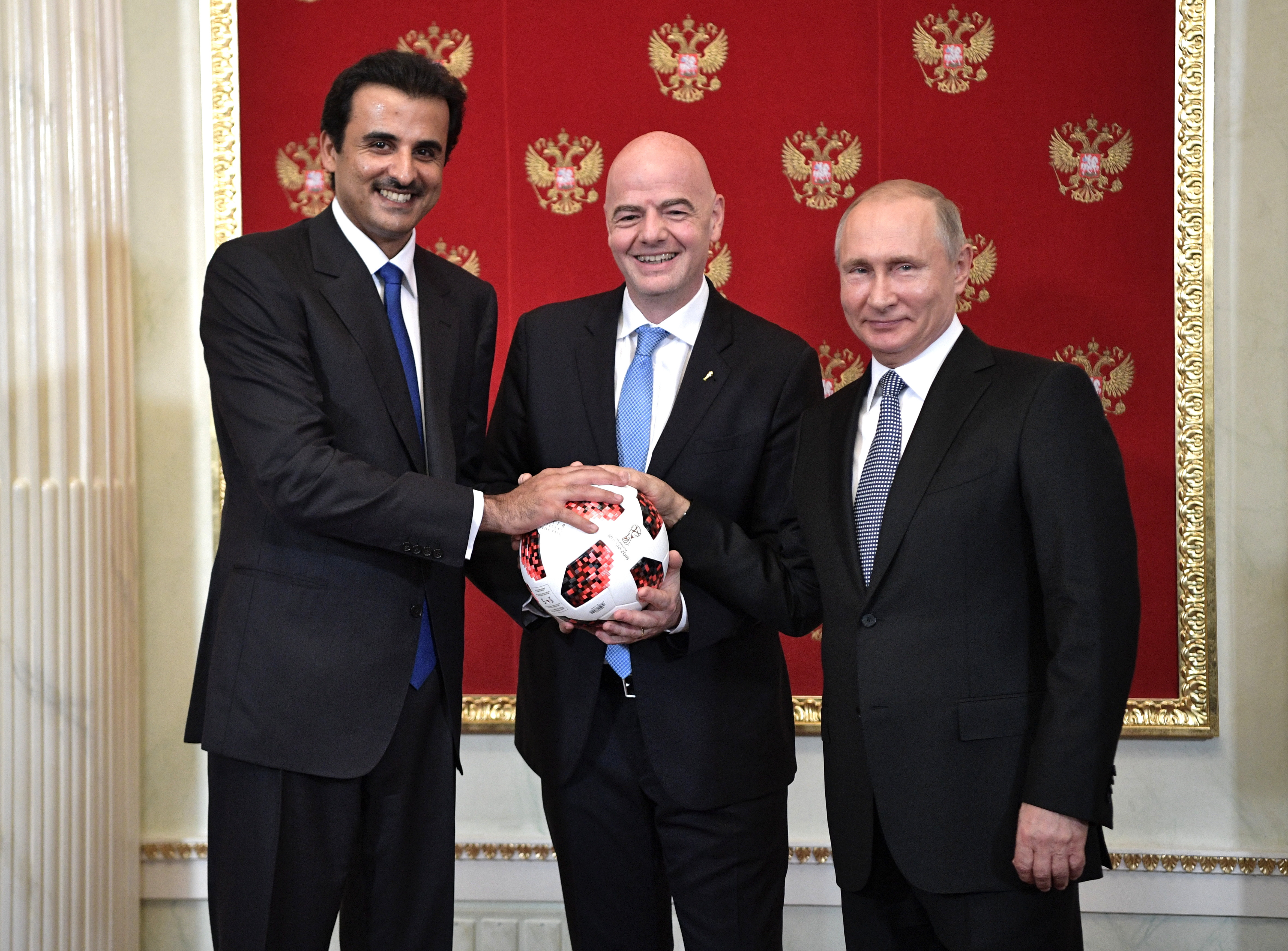
Le président de la fédération de Russie remet le relais symbolique des droits d'accueil de la Coupe du monde de football 2022 (FIFA) au Qatar (en juin 2018).

Il semble y avoir un relatif consensus sur le fait que les domaines du sport et de la propagande politiques ne devraient pas interférer. Le XXe siècle a néanmoins vu se développer cette utilisation du football et de la course automobile puis d'autres sports pour des motifs politiques  
et commerciaux.
En période de crises économiques, les États peuvent se montrer plus réticents à couvrir les dépenses et déficits de l'organisation de grands évènements sportifs, au profit de pays disposant de grandes réserves de liquidités financières (états pétroliers par exemple) et souhaitant améliorer leur image et leur réputation.
Ainsi, depuis la fin du XXe siècle, l'Arabie saoudite, le Qatar, la Chine et la Russie se sont tournés vers le sport afin de détourner l'attention de la communauté internationale de leurs atteintes aux droits de l'homme et à l'Environnement et au Climat. Avec un énorme soutien de groupes financés par l'État, ils ont cherché à blanchir leur réputation en organisant ou en parrainant des événements et des équipes dans leur pays et/ou dans le monde entier, notamment dans des domaines réputés accrocheurs tels que les compétitions olympiques, de football et de Formule 1.
Au passage, les infrastructures construites pour les événements sportif, parfois somptueuses encouragent le tourisme, les affaires et l'investissement étrangers, tout en mettant de côté les préoccupations politiques en cours.

## Quelques exemples par pays (en ordre alphabétique)

### Allemagne

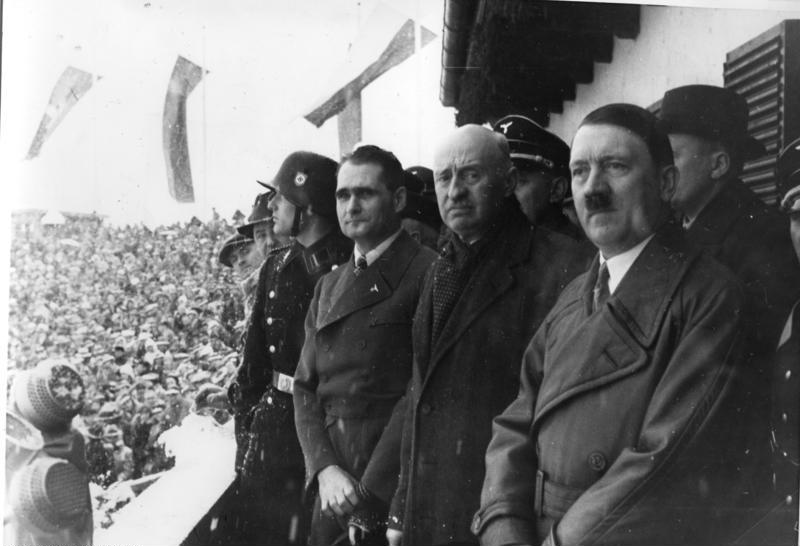
Cérémonie d'ouverture des Jeux olympiques avec Adolf Hitler, Rudolf Hess et le président du comité Henri de Baillet-Latour.

Peu après la grande crise de 1929, Hitler et le régime nazi ont soigneusement organisé en Allemagne les Jeux olympiques d'été de 1936, suivis des Jeux olympiques d'hiver de 1936. Trois ans avant le déclenchement de la Seconde Guerre mondiale, le régime a ainsi pu brouiller son image et la réputation internationale du chancelier Hitler, et du nazisme naissant alors qu'ils préparaient la guerre.

### Arabie saoudite

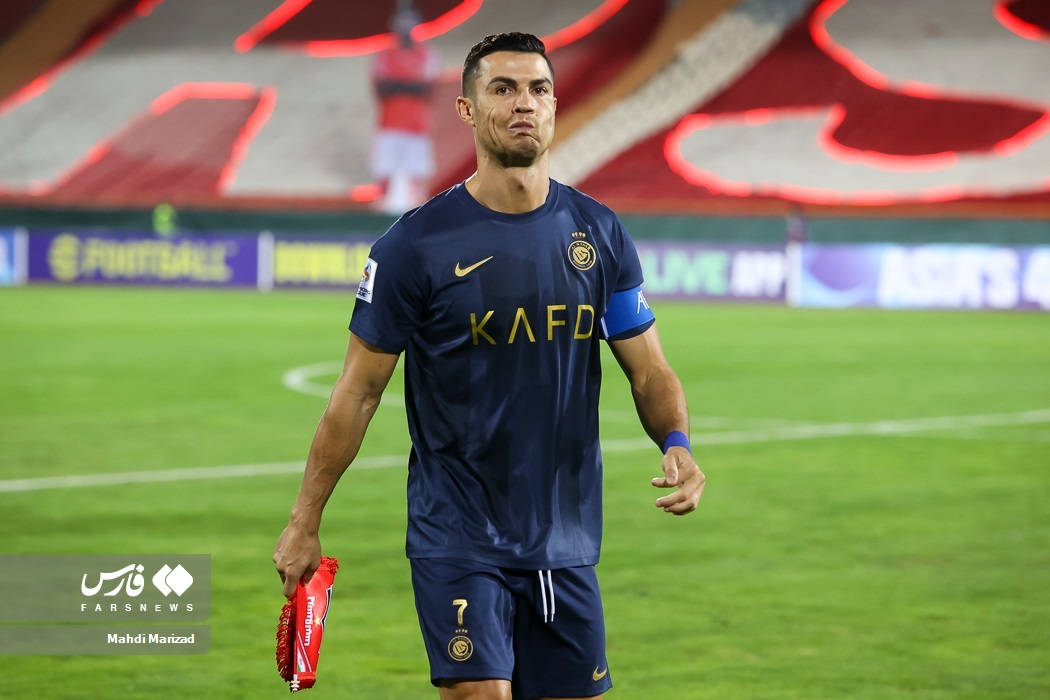
En janvier 2023, le footballeur Cristiano Ronaldo rejoint le Al-Nassr Football Club, un club saoudien de football, a signé un contrat de 75 millions de dollars par an.

En 2021, le Rallye Dakar a été organisé en Arabie saoudite pour une autre année consécutive. Alors qu'il était dénoncé comme une manoeuvre  de « sportswashing » des organisations de défense des droits de l’homme.
Le 7 octobre 2021, le Fonds d'investissement public a achevé sa propriété de 305 millions de livres sterling du club après avoir passé le test des propriétaires de Premier League et des directeurs. La Premier League a accepté la prise de contrôle après avoir reçu des «assurances juridiquement contraignantes» que le gouvernement saoudien ne contrôlerait pas l'équipe. Amnesty International a accusé les autorités saoudiennes de «Sportwashing» quand le Newcastle United Football Club a été acheté par un fonds de placement saoudien,.
En janvier 2022, le joueur de tennis britannique, Andy Murray, a refusé 1,5 million de £ pour jouer des matchs en Arabie saoudite en raison des questions relatives aux droits de l'homme dans l'État du Golfe. Amnesty International et Human Rights Watch ont de leur côté critiqué une tentative de «sportswashing» destiné à blanchir la réputation de la nation sur la scène internationale.
En janvier 2023, Al-Nassr Football Club, un club saoudien de football, a signé un contrat de 75 millions de dollars par an avec le footballeur professionnel portugais Cristiano Ronaldo. Selon Amnesty International, c'est un style vieux de l'Arabie saoudite[pas clair]. De plus, Ronaldo a également été invité à parler des questions des droits humains dans le royaume.
Après Ronaldo, l'Arabie saoudite veut utiliser le vélo comme outil de promotion pour diversifier son économie et lisser son image. Cependant, des défenseurs des droits de l'homme ont dénoncé cette tactique appelée « sportswashing » pour améliorer la réputation du royaume,.

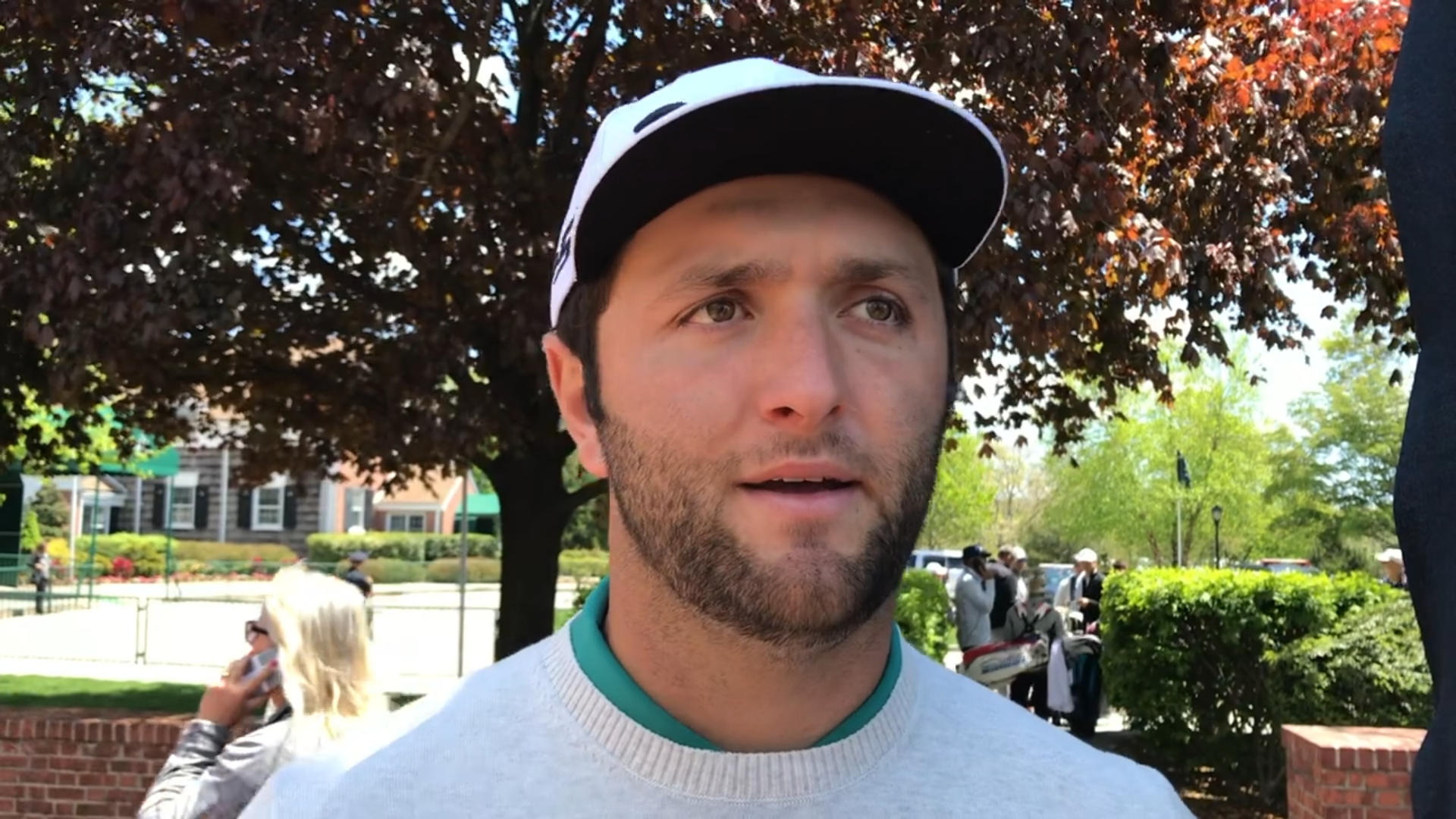
L'Espagnol Jon Rahm signe un contrat de 450 millions de dollars pour cinq années de participation au LIV Golf à compter de 2024.

En 2021, le fonds public d'investissement d'Arabie saoudite, avec comme directeur l'ancien golfeur australien Greg Norman, crée un nouveau circuit de golf masculin nommé le LIV Golf, avec pour ambition de redorer l'image de l'Arabie saoudite. Ce circuit fermé, qui sélectionne ses joueurs à base de contrats annuels, se présente comme une ligue dissidente à la PGA Tour et autres circuits en débauchant de nombreux joueurs présents dans le top 100 mondial. Ces derniers sont avant tout séduits par l'aspect financier du projet, qui organise des épreuves financièrement plus attractives que tout autre tournoi, y compris les Grands Chelems. Les joueurs signent des contrats leur assurant un pactole quelquefois le résultat[pas clair]. Ainsi, beaucoup expriment leurs volontés de disputer ce circuit au regard des sommes versées, à l’opposé de Tiger Woods, qui a refusé leur offre de 800 millions de dollars. Parmi les joueurs ayant rejoint ce circuit figurent de nombreux vainqueurs de Grands Chelems, tels Jon Rahm, Sergio García, Cameron Smith, Dustin Johnson, Bryson DeChambeau et Phil Mickelson.
L'Arabie saoudite dépense de l'argent dans le sport afin de redorer son image sur la scène mondiale puisque l'image du pays est entachée par de nombreux manquements aux droits de l'homme, ainsi que par l'assassinat du journaliste Khashoggi en 2018,.

### Argentine
En 1978, deux ans après son Coup d'État de 1976 en Argentine et à l'apogée de l'énorme campagne d'atrocités lancée par la junte militaire qui contrôlera l'Argentine de 1976 à 1983, la junte au pouvoir a cyniquement utilisé la Coupe du monde de football 1978 et son exploitation pour distraire le public argentin de la sale guerre intérieure (responsable d'environ 30 000 disparitions dans les camps de concentration du pays, où les disparus étaient généralement torturés puis assassinés par les militaires, de nombreux emprisonnement illégaux et d'exils), et surtout pour détourner l'attention de la communauté internationale sur les atrocités et crimes du régime. En 1964, le congrès de la FIFA à Tokyo n'a pas refusé à l'Argentine les droits d'organisation de la Coupe du monde de 1978. Pour ce faire, la junte a dépensé environ 700 millions de dollars, pratiquement sans aucun contrôle de la FIFA notait Galeano et 2018 dans un livre sur la part sombre et sale du football international, pour organiser « la plus sale des coupes du monde »,,.

### Azerbaïdjan

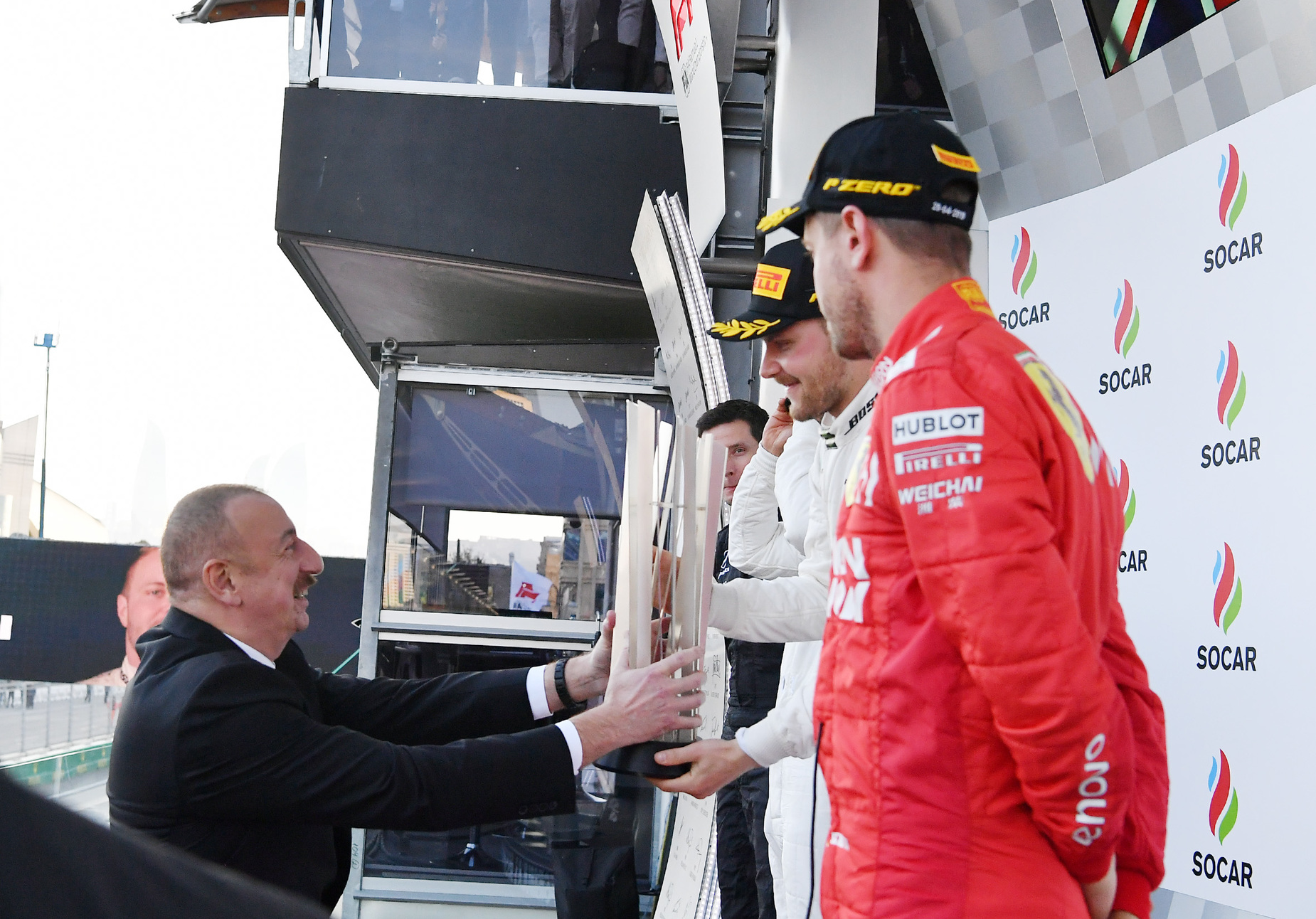
Le président Ilham Aliyev de l'Azerbaïdjan remet la récompense du Grand Prix automobile d'Azerbaïdjan 2019 à Valtteri Bottas.

La branche britannique d'Amnesty International a par exemple critiqué le choix de l’Azerbaïdjan en tant qu'organisateur de la finale de la ligue Europa 2018-2019, du fait de son non-respect des droits humains, indiquant qu'il s'agissait d'une tentative de sportwashing.

### Bahreïn
Depuis juillet 2020, le Royaume de Bahreïn détient 20 % des actions du Paris FC. Il tente d'améliorer son image globale en s'associant au sport. C’est la stratégie des régimes autoritaires pour détourner l’attention du public des questions relatives aux droits de l'homme dans leur pays.
Depuis 2004, Bahreïn a occupé des courses de Formule 1, a été accusée de «sportwashing» son dossier de droits de l'homme avec l'aide d'un événement sportif de haut niveau pour montrer une bonne image de leur pays.

### Chine

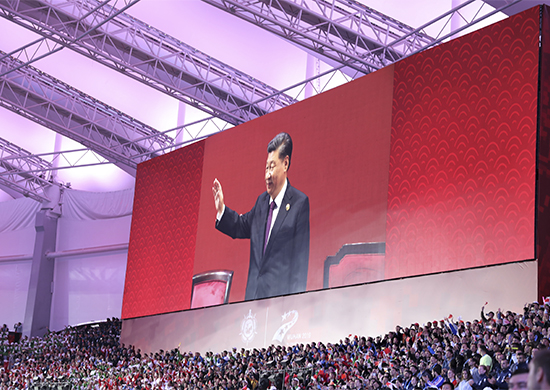
Le président chinois Xi Jinping lance la cérémonie d'ouverture des Jeux mondiaux militaires d'été de 2019 à Wuhan, en Chine (18 octobre).

### Israël
L'homme d'affaires israélo-canadien Sylvan Adams contribue ouvertement au « rayonnement d’Israël » en finançant des équipes sportives notamment en cyclisme et en Formule 1 selon l'Association belgo-palestinienne.
En termes de diplomatie sportive, pour améliorer son image (souvent associée au conflit israélo-palestinien )(Avraham 2009 ; Gilboa 2006), plutôt que de cherche à accueillir de très grands évènements sportifs, la "nation start-up" (Senor & Singer 2009) semble avoir préféré la voie du soft power et d'une "diplomatie sport-tech". Des chercheurs pensent que pour mieux contourner les conflits, Israël devrait se concentrer sur son écosystème technologique hautement développé,. En 2018, Dubinsky dont via sa thèse de doctorat « Israel’s use of sports for nation branding and public diplomacy », après avoir analysé l'évolution de l'importance du mouvement olympique moderne pour l'image des pays hôtes suggère d'encore développer les technologies sportives à cet effet pour créer un cas unique de "diplomatie sport-tech",. Le pays pourrait ainsi développer son image en s'appuyant sur les compétitions de sports électronique

### Qatar

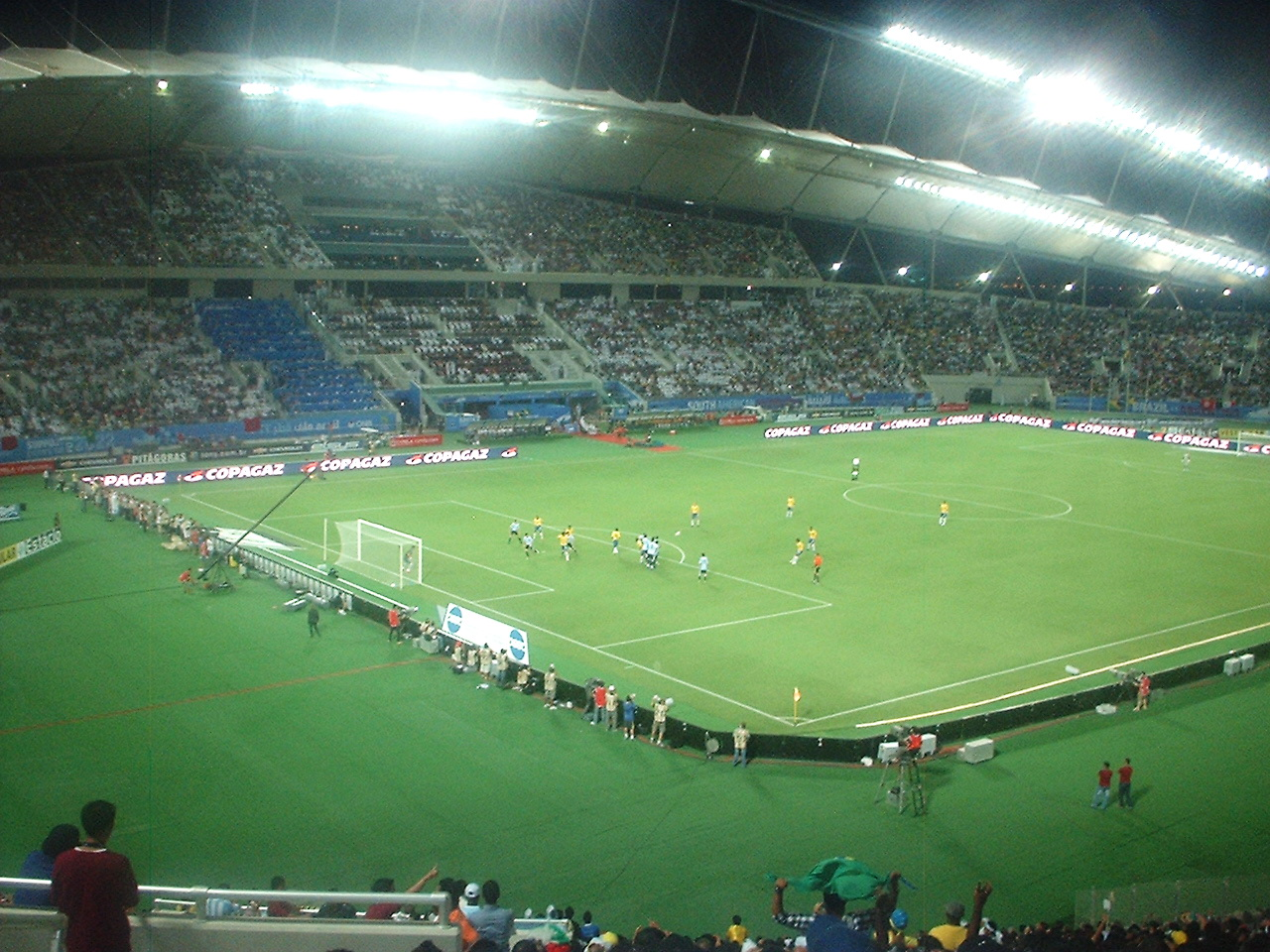
Stade géant du Khalifa, Doha (2010).

Ce pays a complètement intégré le sport dans sa stratégie diplomatique et de communication.
En France, l'équipe de football du Paris Saint Germain est régulièrement critiquée par les médias pour ses liens avec le gouvernement du Qatar, notamment par la stratégie de ce dernier de redorer son image nationale et internationale par des dépenses pharaoniques alors que le pays est en conflit avec ses voisins et ne respecte pas les droits fondamentaux,.
Ce même pays sera également organisateur de la Coupe du monde de football 2022, dénommée « Coupe du monde de la honte » par Amnesty International. Pour cela ce petit pays désertique et très chaud a dépensé la somme exorbitante d'environ 200 milliards de dollars pour construire de nouveaux stades, et il a fallu changer la date de la Coupe du monde pour la déplacer en automne afin que les joueurs puissent supporter la chaleur, sans que les environ 800 000 travailleurs (migrants) aient eux été correctement protégés contre le travail en condition climatique extrême.
Par ailleurs, en matière de droits LGBT, si officiellement le Qatar « accueillera tous les fans de foot quelle que soit leur orientation sexuelle », à la fin de la compétition la répression qui vise les personnes LGBT dans le pays reprendra.

### Émirats arabes unis
En novembre 2018, Amnesty International a accusé les propriétaires aboudabiens de Manchester City d'une tentative hardiment de «sportswash» de leur pays à l'« image profondément ternie » en investissant dans le Premier League Club. Aussi, accusé d'avoir enfreint les règles de l'UEFA concernant le fair-play financier (FPF), avec des allégations que le club a sauvé des millions de personnes en créant secrètement une entreprise mannequin pour payer des acteurs des droits d'image.
Selon les documents publiés par Der Spiegel, le document interne a révélé que Manchester City a reçu un financement d'une agence gouvernementale à Abou Dabi. Cependant, les responsables des ÉAU ont systématiquement déclaré que ADUG (Abu Dhabi United Group for Development and Investment) est une organisation privée et pas de lien avec le gouvernement des Émirats. En outre, les milliards d'euros des Émirats dépensés sur ManCity sont une tentative d'utiliser le succès sur le terrain de football pour améliorer l'image du pays, car les Émirats arabes unis tolèrent aucune critique politique à domicile, ignorent les droits de l'homme et sont soupçonnés de crimes de guerre au Yémen,.
Le pays du Golfe améliore son image mondiale en parrainant des équipes de cyclisme et de football, y compris le Real Madrid. Pendant ce temps, les Émirats arabes unis, avec un centre financier alimenté par les bénéfices du secteur de l'énergie, ont intensément diversifié leur économie, abritant des compagnies aériennes et des hôtels de luxe, consolidant Dubaï comme l'une des destinations de vacances parmi les plus recherchées au monde.
La National Basketball Association est critiquée pour avoir potentiellement participé[Quand ?] à du « sportswashing » en organisant des matchs de pré-saison à venir à Abou Dabi, ce qui pourrait aider le gouvernement des ÉAU à promouvoir une image d'ouverture malgré ses violations en cours en matière de droits de l'homme. Cela soulève des préoccupations concernant le silence de la ligue sur les violations des droits humains des Émirats arabes unis, tout en facilitant les efforts du gouvernement pour renforcer sa réputation internationale,. Le 1er janvier 2025, la Coupe Emirates NBA est parrainée par les Émirats arabes unis, qui ont été accusés par un panel d'experts des Nations Unies de fournir des armes à une milice notoire, les forces de soutien rapides, qui ont été impliqués dans le génocide du Darfour.
Le 3 novembre 2024, des manifestants de Londres pour le Soudan et Action for Soudan se sont réunis à l'extérieur du stade Emirates pendant le match d'Arsenal contre Liverpool, appelant Arsenal F.C. à résilier son accord de parrainage avec Emirates Airlines, accusant les Émirats arabes unis de « sportswasher le génocide au Soudan».

### Royaume-Uni
Selon Sam Joyson-Cardy (2022), les Jeux du Commonwealth sont un exemple  de sportswashing ; « un événement où la Grande-Bretagne (sic) rassemble ses anciennes colonies pour leur permettre de reconquérir leur or, une médaille à la fois ». Cette affirmation est toutefois due à une méconnaissance de ce qu'est le Commonwealth. Le Commonwealth des Nations et les Jeux du Commonwealth ne sont pas sous la direction du Royaume-Uni. À partir des années 1960 notamment, le Commonwealth devient le moyen qu'utilisent la plupart de ses membres, anciennes colonies, pour mettre en place une politique multilatérale d'anticolonialisme et de mobilisation contre l'apartheid en Afrique du Sud. Le Commonwealth est ainsi piloté par ses États membres africains, asiatiques et caribéens, le Royaume-Uni y étant marginalisé.

### Russie

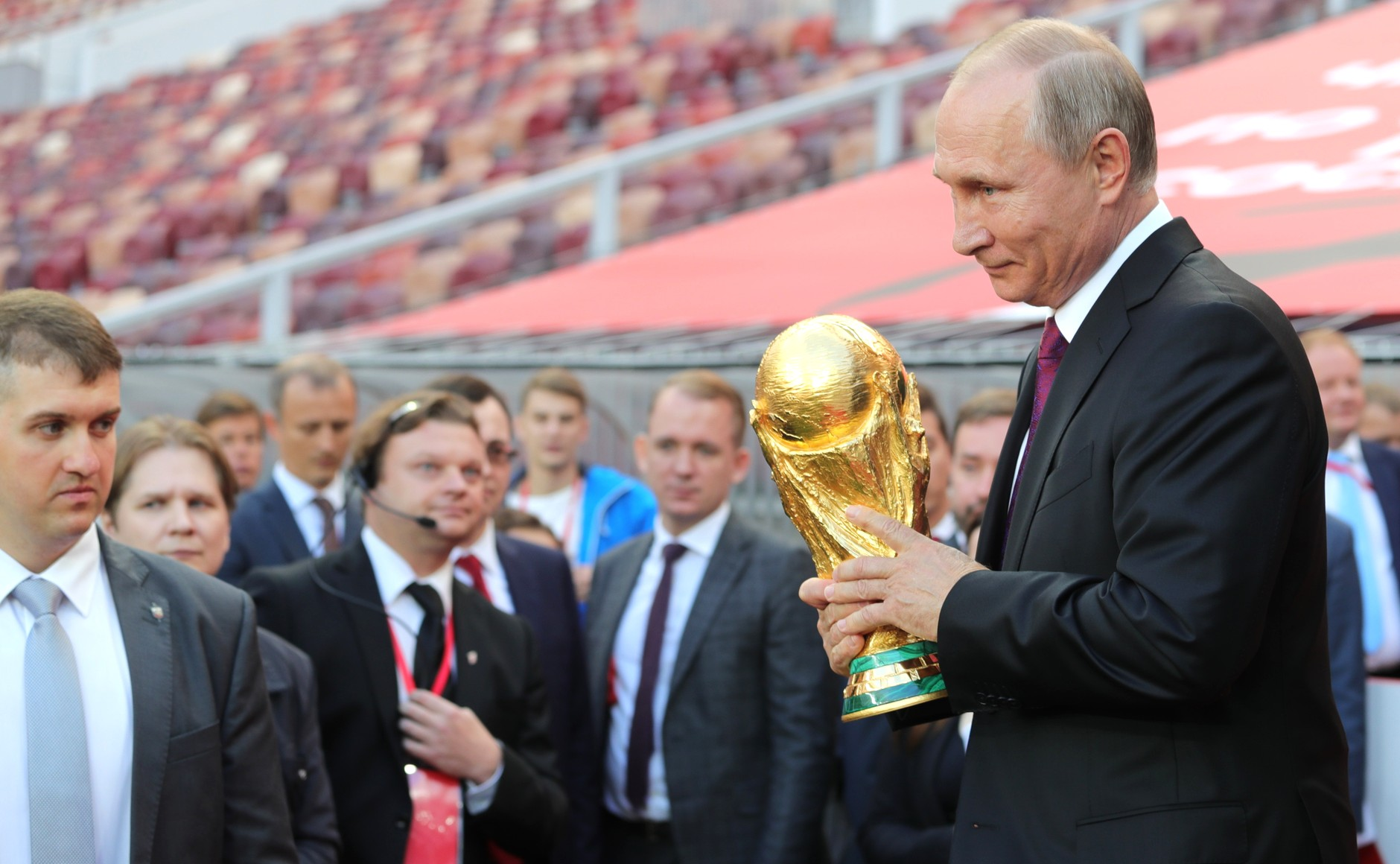
Le président Vladimir Poutine tenant le trophée de la Coupe du monde de football de la FIFA lors d'une cérémonie pré-tournoi à Moscou (9 septembre 2017).

Alors que la FIFA avait enfin (en 2017) adoptée une politique interne des droits de l'homme associée à un nouveau programme d'inspections du travail sur les sites de construction, la FIFA et son président Gianni Infantino ont toléré :
- la répression croissante du régime de V. Poutine  à l'encontre des manifestants pacifistes s'opposant à sa loi de « propagande » anti-LGBT[2] ;
- la maltraitance des ouvriers (21 morts évitables[60] répertoriés lors de la construction du stade par Building Workers International, soit presque autant que deux équipes de football)[2] ;
- une fraude aux salaires (documentée par Human Rights Watch);
- l'emploi (en violation des sanctions de l'ONU vis à vis de Pyongyang) d'au moins 110 travailleurs forcés  Nord-Coréens au Zenit Arena de Saint-Pétersbourg, esclave et otages, dont l'un a été retrouvé mort dans un conteneur près du stade. Après ces révélations, le , a déclaré que "les travailleurs nord-coréens ne sont plus utilisés" - mais il n'a pas révélé ce qui est réellement arrivé aux travailleurs qui ont aidé à construire le stade de Saint-Pétersbourg, et s'ils ont jamais été équitablement rémunérés pour leur travailler[2].
- des conditions de travail anormalement dangereuses [2],[61].

Le dirigeant tchétchène Ramzan Kadyrov est connu pour publiquement tolérer les crimes d'honneur, ordonner des incendies de maisons, menacer ouvertement les journalistes et les défenseurs des droits de l'homme et avoir en 2017 présidé une purge anti-LGBT sans précédent, lançant le forces de sécurité tchétchènes contre les hommes perçus comme homosexuels, les torturant et en faisaient disparaître de force certains. Quelques semaines après l'arrestation, sur de fausses accusations d'Oyub Titiev, directeur du Memorial de Grozny, le dernier groupe de défense des droits de l'homme travaillant encore ouvertement en Tchétchénie, la FIFA annonçait que la Tchétchénie serait un site d'entraînement pour la Coupe du monde. Kadyrov a publiquement embrassé des joueurs vedettes, dont la superstar égyptienne Mohamed Salah nommé au passage citoyen d'honneur de la République tchétchène (Salah l'a confirmé mais s'est ensuite éloigné de Kadyrov). Cette Coupe du monde lui a offert une tribune mondiale pour blanchir cette réputation.

## Positions ambigue des instances internationales du sport
Selon S. Joyson-Cardy, alors que la ligne de conduite naturelle de ces instances face aux rapports et aux conséquences de la guerre, de l'esclavage ou de l'oppression politique pourrait être ou devrait être une cessation immédiate de tout partenariat avec leurs auteurs (dictatures, oligarques, juntes ou seigneurs de guerre et autres auteurs d'abus en série des droits de l'homme), ces derniers « ont réalisé qu'il n'existe pas de poche qui ne peut être remplie, une roue qui ne peut être graissée et une main qui ne peut être serrée. Ceux qui ont du pouvoir et de l'argent ont appris un moyen simple de surmonter la critique : le profit et le divertissement ».
À titre d'exemple récent, dans son discours de clôture des Jeux olympiques d'hiver de Pékin (2022), le président du Comité international olympique, Thomas Bach insistait sur la nature unificatrice du sport : « Ce pouvoir fédérateur des Jeux olympiques est plus fort que les forces qui veulent nous diviser : donnez une chance à la paix ». Quatre jours après, Vladimir Poutine lançait ses troupes en Ukraine, sans réaction apparente du Comité ; et il a fallu deux jours à l'UEFA pour annoncer que la finale de la Ligue des champions de Saint-Pétersbourg était reportée, comme il a fallu deux jours à la Formule 1 pour annuler le Grand Prix de Russie parce qu'il est « impossible d'organiser l'événement pour le moment » précisait son communiqué (laissant ouverte une possibilité de course si la guerre cessait) ; malgré l'ambiguïté de la déclaration de leur instance dirigeante, des pilotes comme Sebastian Vettel et Max Verstappen ont déclaré que si une course devait avoir lieu à Sotchi cette année, ils n'y participeraient pas.

## Vers une réponse éthique ausportswashing?
En juin 2021, à Genève, alors que se préfigurent les Coupes du monde de Russie et du Qatar, un nouveau Centre pour le sport et les droits de l'homme, se donnant pour mission de résoudre les problèmes systémiques de droits de l'homme liés aux grands événements sportifs.